# Gortyna cinarea
Gortyna cinarea är en fjärilsart som beskrevs av Antonie Petrus Gerhardy Goossens 1880. Gortyna cinarea ingår i släktet Gortyna och familjen nattflyn. Inga underarter finns listade i Catalogue of Life.